# Al-Khaldiya SC
Der al-Khaldiya Sports Club (arabisch نادي الخالدية الرياضي, DMG Nādī l-Ḫālidiyya ar-riyāḍī) ist ein bahrainischer Fußballklub aus Hamad Town. Aktuell, Stand Oktober 2024, spielt der Verein in der ersten Liga, der Bahraini Premier League. 

## Geschichte
Der Klub wurde am 27. Oktober 2020 gegründet und startete mit einem großen finanziellen Spielraum in der zweitklassigen Bahraini Second Division. Gleich in der ersten Saison 2020/21 gelang hier mit 38 Punkten über den Zweiten Platz auch sofort der Aufstieg in die erstklassige Premier League. Im Pokal gelang es zudem bis in die Runde der besten 16 zu kommen.
In der Spielzeit 2021/22 verstärkte man seinen Kader dann stark und holte sich dabei unter anderem die Hilfe von einigen Nationalspielern. Als Trainer wurde Dragan Talajić verpflichtet, welcher mit al-Ittihad schon einmal die Champions League gewann. So platzierte man sich auch mit 30 Punkten am Saisonende auf dem dritten Platz in der Liga und erreichte im Pokal das Finale, wo man im Elfmeterschießen East Riffa mit 4:3 besiegen konnte.

## Erfolge
- Bahrainischer Meister: 2022/23, 2023/24
- Bahrainischer Vizemeister: 2024/25
- Bahraini Super Cup: 2022, 2023

## Stadion
Der Verein trägt seine Heimspiele im Nationalstadion in Riffa aus. Das Stadion hat ein Fassungsvermögen von 30.000 Personen.

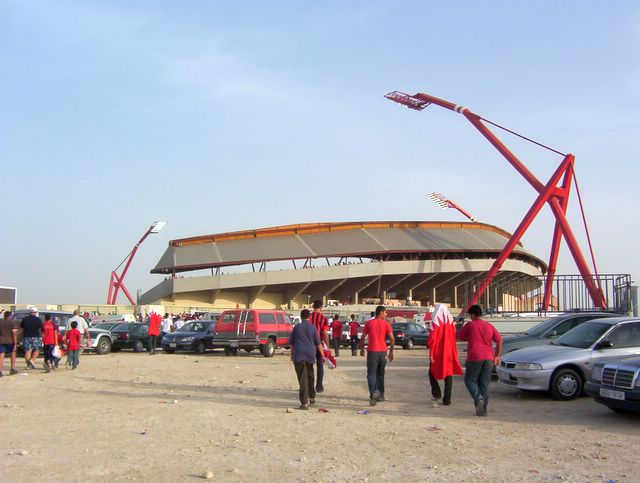
Nationalstadion Bahrain